# نانوروباتیک
نانوبروتیک یک میدان فناوری در حال ظهور است که ماشین آلات یا روبات‌هایی را ایجاد می‌کند که اجزای آن در مقیاس نانومتر) یا ۱۰ تا ۹ متر (یا در نزدیکی باشند. به‌طور خاص ، نانو ربات‌ها)بر خلاف میکروبیوتیک( به رشته مهندسی نانوتکنولوژی است طراحی و ساخت نانوروبوت‌ها اشاره دارد ، با دستگاه‌هایی که در ابعاد آن از ۰٫۱-۱۰ میکرومتر قرار دارند و از اجزای نانو یا مولکولی ساخته شده‌اند.اصطلاحات  nanomachine ,nanite  ,nanoid  ,nabob یا nanomite نیز برای توصیف چنین دستگاه‌هایی که در حال حاضر تحت تحقیق و توسعه هستند استفاده شده‌است.
نانوماشین‌ها عمدتاً در مرحله تحقیق و توسعه هستند ، اما برخی از ماشین‌های مولکولی بدوی و نانوموتورها مورد آزمایش قرار گرفته‌اند. به عنوان مثال یک سنسور دارای سوئیچ تقریباً ۱٫۵ نانومتر در طول ، قادر به شمارش مولکولهای خاص در نمونه شیمیایی است. اولین کاربردهای مفید نانوماشینها ممکن است در نانومادیسین باشد. به عنوان مثال ،ماشین‌های بیولوژیکی می‌توانند برای شناسایی و از بین بردن سلولهای سرطانی استفاده شوند. یکی دیگر از کاربردهای بالقوه ، شناسایی مواد شیمیایی سمی و اندازه‌گیری غلظت آنها در محیط است. دانشگاه رایس یک اتومبیل تک مولکولی را نشان داده‌است که توسط یک فرایند شیمیایی ساخته شده‌است و شامل چرخ‌های  Buckminsterfullerenes (buckyballs) برای چرخ‌ها است. این با کنترل دمای محیط و با قرار دادن نوک میکروسکوپ تونل اسکن فعال می‌شود.
تعریف دیگر ]که؟[ یک ربات است که امکان تعامل دقیق با اشیاء نانو را فراهم می‌کند ، یا می‌تواند با وضوح نانو مقابله کند.
چنین دستگاه‌هایی بیشتر به جای توصیف نانوبارها به عنوان ماشین‌های مولکولی ، بیشتر مربوط به میکروسکوپ یا میکروسکوپ پروب اسکن هستند. با استفاده از تعریف میکروسکوپ ، حتی یک دستگاه بزرگ مانند میکروسکوپ نیروی اتمی را می‌توان در صورت پیکربندی برای انجام نانوموپیلاسیون یک ابزار نانو ربات‌ها در نظر گرفت. برای این دیدگاه ، روبات‌های ماکرو مقیاس یا میکروبوت‌ها که قادر به حرکت با دقت نانو هستند نیز می‌توانند نانوبار در نظر گرفته شوند.

## نظریه نانو ربات‌ها
ریبوزوم یک دستگاه بیولوژیکی است.
به گفته ریچارد فاینمن ، این دانشجوی سابق فارغ‌التحصیل و همکار او آلبرت هیبز بود که در ابتدا به او پیشنهاد کرد )حدود ۱۹۵۹( ایده استفاده پزشکی برای میکرو دستگاه‌های نظری فاینمن )به دستگاه بیولوژیکی مراجعه کنید(. هیبز اظهار داشت که ممکن است روزی برخی از دستگاه‌های تعمیر به اندازه ای کاهش یابد تا جایی که از نظر تئوری این امکان وجود دارد که )همان‌طور که فاینمن گفته‌است( «جراح را بلعید». این ایده در مقاله ۱۹۵۹ فاینمن وجود دارد اتاق زیادی در پایین است. ]۱۲[از آنجایی که نانو ربات‌ها از نظر اندازه میکروسکوپی باشند ، احتمالاً برای تعداد بسیار زیادی از آنها برای انجام کارهای میکروسکوپی و ماکروسکوپی لازم است]به گفته چه کسی؟[ این swarmsهای نانو ربات ، هم قادر به تکرار نیستند )مثل مه‌های ابزار( و هم قادر به تکثیر بدون محدودیت در محیط طبیعی )مانند گو خاکستری و زیست‌شناسی مصنوعی( ، در بسیاری
از داستانهای علمی تخیلی مانند Borg nano یافت می‌شود. پیش نمایش در Star Trek و Outer Limits قسمت «نژاد جدید». برخی از طرفداران نانو روباتیک ، در واکنش به سناریوهای goo خاکستری که در گذشته به آنها کمک کرده بودند ، تصور می‌کنند که نانو ربات‌ها قادر به تکثیر در خارج از یک محیط کارخانه محدود هستند ، بخشی ضروری از یک فناوری نانو تولیدی مورد نظر را تشکیل نمی‌دهند ، و که روند تکثیر خود ، در صورت توسعه هر زمان ، می‌تواند ذاتاً ایمن باشد. آنها همچنین ادعا می‌کنند که برنامه‌های فعلی آنها برای توسعه و استفاده از تولید مولکولی در واقع شامل تکرار کننده‌های ماده غذایی آزاد نیست.

## بحث نظری مفصلی در مورد نانو ربات‌ها
از جمله موضوعات طراحی خاص مانند سنجش ، ارتباط برق ، ناوبری ، دستکاری ، حرکات و محاسبه پردازنده ، در زمینه پزشکی نانو پزشکی توسط رابرت فریتاس ارائه شده‌است. در سطح عمومی غیرقابل انکار باقی مانده و به سطح مهندسی تفصیلی نزدیک نمی‌شوند.
پیامدهای حقوقی و اخلاقی فناوری باز
سندی با پیشنهادی درباره توسعه نانو ربات‌ها
با استفاده از روشهای فناوری طراحی آزاد ، مانند سخت‌افزار منبع باز و نرم‌افزار منبع باز ، به مجمع عمومی سازمان ملل ارسال شده‌است. ]۱۷[ براساس سندی که به سازمان ملل ارسال شده‌است ، به همان روشی که منبع باز در سالهای اخیر توسعه سیستم‌های رایانه ای را تسریع کرده‌است ، یک رویکرد مشابه باید به نفع جامعه باشد و توسعه نانو ربات‌ها
را تسریع کند. استفاده از فناوری نانو باید به عنوان میراث بشری برای نسل‌های آینده تأسیس شود و به عنوان یک فناوری آزاد مبتنی بر رویه‌های اخلاقی برای اهداف صلح آمیز توسعه یابد. فناوری باز به عنوان یک کلید اساسی برای چنین هدفی بیان شده‌است.

## نانوروبوت نژاد
به همان روشی که تحقیق و توسعه فناوری مسابقه فضا و مسابقه تسلیحات هسته ای را برانگیخت ، مسابقه ای برای نانوبارها اتفاق می‌افتد. زمین‌های زیادی وجود دارد که نانوروبوت‌ها را می‌توان در بین فناوری‌های نوظهور قرار داد.برخی از دلایل این است که شرکت‌های بزرگ ، مانند جنرال الکتریک ، هیولت پاکارد ، سینوپسیس ، نورثروپ گرومن و زیمنس اخیراً در توسعه و تحقیق در مورد نانوبارها کار می‌کنند ؛جراحان درگیر می‌شوند و شروع به ارائه راه‌هایی برای استفاده از نانوروبوت‌ها برای رویه‌های پزشکی معمول می‌کنند ؛دانشگاه‌ها و مؤسسات تحقیقاتی توسط آژانس‌های دولتی بیش از ۲ میلیارد دلار بودجه به تحقیقات مربوط به توسعه نانوسیمی‌های پزشکی اعطا می‌کنند ؛بانکداران نیز هستند. سرمایه‌گذاری استراتژیک با هدف دستیابی به حقوق و حق امتیاز قبلی از قبل در مورد بازاریابی نانوروبوت‌های آینده. برخی از جنبه‌های دادخواهی در مورد نانوبار و موضوعات مرتبط با انحصار در حال حاضر به‌وجود آمده‌اند. اخیراً تعداد زیادی اختراع ثبت شده در نانوروبوت‌ها اعطا شده‌است ، بیشتر برای نمایندگان ثبت اختراعات ، شرکت‌هایی که صرفاً در ساخت اوراق بهادار ثبت اختراع و وکلا تخصص دارند. پس از یک سری ثبت اختراعات طولانی و در نهایت اختلافات ، به عنوان مثال اختراع رادیو یا جنگ جریانات را ببینید ، زمینه‌های نوظهور فناوری تمایل به تبدیل شدن به یک انحصار ، که به‌طور معمول توسط شرکت‌های بزرگ تحت سلطه است. رویکردهای تولید ساخت نانوماشین‌های ساخته شده از اجزای مولکولی کار بسیار چالش‌برانگیزی است. به دلیل سطح دشواری ، بسیاری از مهندسان و دانشمندان به همکاری مشترک با رویکردهای چند رشته‌ای برای دستیابی به موفقیت در این زمینه جدید از توسعه ادامه می‌دهند. بنابراین ، اهمیت تکنیک‌های مجزا زیر که در حال حاضر برای تولید نانوروبات‌ها استفاده می‌شود کاملاً قابل درک است
استفاده مشترک از نانوالکترونیک ، فوتولیتوگرافی و مواد زیستی جدید رویکرد احتمالی برای ساختن نانوبارها برای مصارف پزشکی معمول مانند ابزار جراحی ، تشخیص و تحویل دارو فراهم می‌کند. این روش برای تولید در مقیاس فناوری نانو از سال ۲۰۰۸ در صنعت الکترونیک مورد استفاده قرار می‌گیرد. بنابراین ، نانوبارهای عملی باید به عنوان دستگاه‌های نانوالکترونیک یکپارچه شوند ، که امکان عملکرد و قابلیت‌های پیشرفته برای ابزار پزشکی را فراهم می‌آورد.
این رویکرد استفاده از میکروارگانیسم‌های بیولوژیکی ، مانند باکتری Escherichia coliو Salmonella typhimurium را پیشنهاد می‌کند. بنابراین مدل برای اهداف پیشرانش از یک فلژلوم استفاده می‌کند. زمینه‌های الکترومغناطیسی به‌طور معمول حرکت این نوع وسیله یکپارچه بیولوژیکی را کنترل می‌کنند.]۵۷[شیمیدانان دانشگاه نبراسکا با ادغام باکتری به تراشه رایانه سیلیکونی ، رطوبت سنج ایجاد کرده‌اند.
مبتنی بر ویروس
برای اتصال به سلولها و جایگزین کردن DNA ، مجدد ویروسها قابل بازیابی هستند. آنها فرایندی را به نام رونویسی معکوس طی می‌کنند تا بسته‌های ژنتیکی را در یک بردار تحویل دهند. این دستگاه‌ها معمولاً ژنهای Pol - Gag برای سیستم Capsid و Delivery هستند. این فرایند با استفاده از بردارهای ویروسی ، مجدداً مهندسی DNA سلولی را انجام می‌دهد. این رویکرد به شکل سیستم تحویل ژنهای ویروسی ، آدنوویرال و لنتی ویروسی ظاهر شده‌است. از این ناقلین ژن درمانی در گربه‌ها برای ارسال ژن به ارگانیسم اصلاح شده ژنتیکی (GMO) استفاده شده‌است و باعث می‌شود این صفت به نمایش درآید.
چاپ سه بعدی فرایندی است که توسط آن یک ساختار سه بعدی از طریق فرایندهای مختلف تولید افزودنی ساخته می‌شود. چاپ نانو مقیاس شامل بسیاری از فرایندهای مشابه است که در مقیاس بسیار کوچکتر همگام شده‌اند. برای چاپ یک سازه در مقیاس ۵-۴۰۰ میکرومتر ، دقت دستگاه چاپ سه بعدی باید بسیار بهبود یابد. یک فرایند دو مرحله ای از چاپ سه بعدی ، با استفاده از یک روش چاپ سه بعدی و روش صفحه ای با لیزر اچ ، به عنوان یک روش بهبودی گنجانیده شده‌است. برای دقیق تر شدن در مقیاس نانو ، فرایند چاپ سه بعدی از دستگاه اچ لیزر استفاده می‌کند ، که جزئیات مورد نیاز بخش‌های نانوبارها را در هر صفحه قرار می‌دهد. سپس صفحه به پرینتر سه بعدی منتقل می‌شود ، که نواحی ذوب شده نواحی مورد نظر را پر می‌کند. روند چاپ سه بعدی تا زمانی که نانوروبوت از پایین به بالا ساخته شود ، تکرار می‌شود. این فرایند چاپ سه بعدی مزایای بسیاری دارد. اول ، دقت کلی فرایند چاپ را افزایش می‌دهد.]نیاز به استناد[دوم ، این پتانسیل را دارد که بخش‌های کاربردی یک نانوبار ایجاد کند. پرینتر سه بعدی از رزین مایع استفاده می‌کند که دقیقاً در نقاط صحیح توسط یک پرتو لیزر متمرکز سخت می‌شود. نقطه کانونی پرتو لیزر از طریق رزین توسط آینه‌های متحرک هدایت می‌شود و یک خطسخت شده از پلیمر جامد ، فقط عرض چند صد نانومتر را پشت سر می‌گذارد. این وضوح خوب امکان ایجاد مجسمه‌های پیچیده و پیچیده به اندازه دانه ماسه را فراهم می‌کند. این فرایند با استفاده از رزین‌های فوتو اکتیو ، که توسط لیزر در مقیاس بسیار کم سخت شده‌اند ، ایجاد می‌شود. این روند با استانداردهای چاپ نانو مقیاس سه بعدی سریع انجام می‌شود. با استفاده از تکنیک ریزساختاری سه بعدی که در فوتوپلیمر زدایی چندتایی مورد استفاده قرار می‌گیرد ، می‌توان از ویژگیهای فوق‌العاده کوچک استفاده کرد. این روش از یک لیزر متمرکز برای ردیابی شی ۳ بعدی مورد نظر در یک ژل استفاده می‌کند. به دلیل غیرخطی بودن تحریک عکس ، ژل فقط در جاهایی که لیزر متمرکز شده‌است در حالی که ژل باقیمانده متمرکز می‌شود ، در حالت جامد درمان می‌شود. اندازه ویژگی‌های زیر ۱۰۰ نانومتر به راحتی تولید می‌شود ، همچنین ساختارهای پیچیده‌ای با قطعات متحرک و در هم تنیده وجود دارد.

## کاربردهای بالقوه نانو ربات‌ها
در پزشکی شامل تشخیص زودرس و هدفمند تحویل دارو برای سرطان ، ابزار دقیق پزشکی ،جراحی ،فارماکوکینتیک ،نظارت بر دیابت ، و مراقبت‌های بهداشتی.
در چنین برنامه‌هایی پیش‌بینی می‌شود نانوتکنولوژی پزشکی آینده از نانوروبوت‌هایی را که به بیمار تزریق می‌شود برای انجام کار در سطح سلولی استفاده کند. چنین نانوبارهایی که برای استفاده در پزشکی در نظر گرفته می‌شوند نباید تکرار شوند ، زیرا تکرار باعث می‌شود پیچیدگی دستگاه بی‌نیاز شود ، قابلیت اطمینان را کاهش داده و در مأموریت پزشکی دخالت کند.
فناوری نانو طیف گسترده‌ای از فناوری‌های جدید را برای توسعه ابزارهای سفارشی برای بهینه‌سازی تحویل داروهای دارویی فراهم می‌کند. امروزه ، عوارض جانبی مضر روشهای درمانی مانند شیمی درمانی معمولاً نتیجه روشهای تحویل دارو است که سلولهای هدف مورد نظر خود را با دقت مشخص نمی‌کنند. محققان دانشگاه هاروارد و MIT توانسته‌اند رشته‌های ویژه RNA را با قطر تقریباً ۱۰ نانومتر به قطر نانوذرات بچسبانند و آنها را با داروی شیمی درمانی پر کنند. این رشته‌های RNA به سلول‌های سرطانی جذب می‌شوند. هنگامی که نانوذرات با سلول سرطانی روبرو می‌شوند ، به آن پایبند بوده و دارو را در سلول سرطانی آزاد می‌کند. این روش مستقیم جهت تهیه دارو ، ضمن جلوگیری از اثرات منفی )معمولاً همراه با داروی نامناسب دارو( از پتانسیل بسیار خوبی برای درمان بیماران سرطانی برخوردار است.اولین تظاهرات نانوموتورهایی که در موجودات زنده فعال هستند در سال ۲۰۱۴ در دانشگاه کالیفرنیا ، سن دیگو انجام شد. نانوکپسولهای MRI با هدایت MRI یکی از پیشروهای احتمالی نانوبارها هستند.
یکی دیگر از کاربردهای مفید نانوبارها کمک به ترمیم بافت است سلولها در کنار گلبولهای سفید. استخدام سلول‌های التهابی یا گلبول‌های سفید خون )که شامل گرانولوسیت‌های نوتروفیل ، لنفوسیت‌ها ، مونوسیت‌ها و ماست سل ها( به منطقه آسیب دیده‌است ، اولین پاسخ بافت‌ها به آسیب است.]۸۰[ به دلیل کوچک بودن آنها ، نانوبارها می‌توانند خود را به سطح سلولهای سفید جذب شده وصل کنند و راه خود را از طریق دیواره رگهای خونی بکشند و به محل آسیب برسند ، جایی که می‌توانند در روند ترمیم بافت کمک کنند. احتمالاً از مواد خاصی برای تسریع بهبودی استفاده می‌شود.
علم پشت این سازوکار کاملاً پیچیده‌است. عبور سلولها در اندوتلیوم خون ، فرایندی که به عنوان انتقال نامیده می‌شود ، مکانیسمی است که شامل درگیری گیرنده‌های سطح سلول به مولکول‌های چسبندگی ، تحریک نیروی فعال و گشاد شدن دیواره رگ و تغییر شکل بدنی سلول‌های مهاجر است. با متصل شدن خود به سلولهای التهابی در حال انتقال ، روباتها می‌تواننددرواقع «سوار شوند» بر روی رگ‌های خونی ، با عبور از نیاز به یک مکانیسم پیچیده انتقال از طریق خود. ]۷۹[از سال ۲۰۱۶ ، در ایالات متحده ، سازمان غذا و دارو (FDA) فناوری نانو را بر اساس اندازه تنظیم می‌کند.
سانتیک بتال ، طی تحقیقات دکتری خود در دانشگاه تگزاس ، سان آنتونیو ذرات نانوکامپوزیتی ایجاد کرد که از طریق یک میدان الکترومغناطیسی از راه دور کنترل می‌شوند. این سری از نانوبارها که اکنون در رکوردهای جهانی گینس ثبت شده‌اند ،می‌توانند برای تعامل با سلولهای بیولوژیکی مورد استفاده قرار گیرند. دانشمندان پیشنهاد می‌کنند که این فناوری می‌تواند برای معالجه سرطان استفاده شود.
یک ربات اسید نوکلئیک ) (nubotیک دستگاه مولکولی آلی در مقیاس نانو است. ساختار DNA می‌تواند وسیله ای برای جمع‌آوری دستگاه‌های نانومکانیکی 2D و 3D فراهم کند. دستگاه‌های مبتنی بر DNA می‌توانند با استفاده از مولکول‌های کوچک ، پروتئین‌ها و سایر مولکول‌های DNA فعال شوند. دروازه‌های مدار بیولوژیکی مبتنی بر مواد DNA به عنوان ماشین‌های مولکولی طراحی شده‌اند تا بتوانند داروهای آزمایشگاهی را برای مشکلات بهداشتی هدفمند تحویل دهند.
چنین سیستم‌های مبتنی بر مواد بیشتر نزدیک به تحویل سیستم دارویی بیولوژیکی هوشمند کار می‌کنند ،]۴۸[ در حالی که اجازه نمی‌دهد در داخل بدن از بین بردن دقیق این نمونه‌های اولیه مهندسی شده استفاده شود.

## سیستم‌های محدود سطح
گزارش‌های متعددی دلبستگی موتورهای مولکولی مصنوعی به سطوح را نشان داده‌اند. ]۴۹[ ]۵۰[ نشان داده شده‌است که این نانوماشینهای اولیه وقتی در سطح یک ماده ماکروسکوپی قرار می‌گیرند ، تحت حرکات شبیه به ماشین قرار می‌گیرند. از موتورهای لنگر سطح می‌توان به‌طور بالقوه برای جابجایی و قرار دادن مواد نانومقیاس بر روی سطح به روش کمربند نقاله استفاده کرد.

### نانو مونتاژ مثبت
همکاری نانوفکریک که در سال ۲۰۰۰ توسط رابرت فریتاس و رالف مرکل تأسیس شد و ۲۳ محقق از ۱۰ سازمان و ۴ کشور را درگیر کرده‌است ، بر ایجاد دستورالعمل تحقیق عملی تمرکز می‌کند که به‌طور خاص با هدف توسعه مکانیکوسنتز الماس کنترل شده موضعی و نانوذرات الماس انجام می‌شود. توانایی ساخت نانوروبوتهای پزشکی الماسوئید را دارد.

### بیوهیبریدها
زمینه ظهور سیستمهای بیولوژیکی ترکیبی عناصر ساختاری بیولوژیکی و مصنوعی را برای کاربردهای زیست پزشکی یا روباتیک ترکیب می‌کند. عناصر تشکیل دهنده سیستم‌های بیو نانوالکترومکانیکی (BioNEMS) از نظر اندازه نانو ، به عنوان مثال DNA ، پروتئین‌ها یا قطعات مکانیکی نانوساختار هستند. مقاومت در برابر تیول-آن ebeam به نوشتن مستقیم از ویژگی‌های نانو ، و به دنبال آن عملکردی سطح مقاومت در برابر واکنش بومی با زیست مولکول‌ها اجازه می‌دهد. روشهای دیگر از ماده تخریب پذیر متصل به ذرات مغناطیسی استفاده می‌کنند که به آنها اجازه می‌دهد تا در اطراف بدن هدایت شوند.